# ایرز گروو (پنسیلوانیا)
ایرز گروو (به انگلیسی: Eyers Grove) یک منطقهٔ مسکونی در ایالات متحده آمریکا است که در شهرستان کلمبیا، پنسیلوانیا واقع شده‌است. ایرز گروو ۰٫۵۷ کیلومتر مربع مساحت و ۱۰۵ نفر جمعیت دارد و ۱۷۷٫۴ متر بالاتر از سطح دریا واقع شده‌است.